# Zachary Zorn
Zachary „Zac“ Zorn (* 10. März 1947 in Dayton, Ohio) ist ein ehemaliger Schwimmer aus den Vereinigten Staaten, der eine Goldmedaille bei Olympischen Spielen und eine Silbermedaille bei Panamerikanischen Spielen gewann.

## Karriere
Bei der Universiade 1967 in Tokio gewann Zorn über 100 Meter Freistil die Bronzemedaille hinter seinem Landsmann Don Havens und dem Briten Robert McGregor. Die 4-mal-100-Meter-Freistilstaffel der Vereinigten Staaten mit Don Havens, Greg Charlton, Kenneth Walsh und Zachary Zorn siegte vor den Briten. Im gleichen Jahr siegte Don Havens auch bei den Panamerikanischen Spielen in Winnipeg. Mit 0,18 Sekunden Rückstand belegte Zorn den zweiten Platz.
1968 gewann Zorn als Student der UCLA die Collegemeisterschaften der Vereinigten Staaten über 100 Meter Freistil. Bei den Olympischen Spielen 1968 in Mexiko-Stadt kam Zorn hinter dem Australier Michael Wenden mit der zweitschnellsten Zeit ins Finale über 100 Meter Freistil. Im Endlauf schwamm Zorn zu schnell an und konnte am Schluss sein Tempo nicht durchhalten. Während Wenden Olympiasieger vor Kenneth Walsh und Mark Spitz wurde, schwamm Zorn auf den achten Platz. Die 4-mal-100-Meter-Freistilstaffel erreichte in der Besetzung William Johnson, David Johnson, Mike Wall und Don Schollander das Finale in der schnellsten Vorlaufzeit. Im Finale schwammen Zachary Zorn, Stephen Rerych, Mark Spitz und Kenneth Walsh einen neuen Weltrekord und siegten mit zweieinhalb Sekunden Vorsprung vor der Staffel aus der Sowjetunion. Schwimmer, die nur im Staffelvorlauf eingesetzt wurden, erhielten bis 1980 keine Medaille.
Zorn war bereits vor dem Olympiafinale an zwei Staffelweltrekorden beteiligt, 1967 bei der Universiade in Tokio und bei den US-Trials 1968.